# Estische Wikipedia
De Estische Wikipedia (Estisch: Vikipeedia, vaba entsüklopeedia) is een uitgave van de online encyclopedie Wikipedia in het Estisch.
De Estische Wikipedia ging op 24 juli 2002 van start.